# WordPad
WordPad es un manipulador de textos básico que se incluye en la mayoría de versiones de Microsoft Windows, desde Windows 95 hasta Windows 11. Es más avanzado que el Bloc de notas dado que soporta texto en formato enriquecido, pero al mismo tiempo es más sencillo que el procesador de textos Microsoft Word ya que carece de la mayoría de sus funciones. Su antecesor fue Microsoft Write, el cual se incorporó en Windows 1.0 y estuvo presente hasta en Windows NT 3.51.
En 2023, Microsoft anunció que WordPad se encontraba descontinuado y será removido en la versión 24H2 de Windows 11.

## Característica
Permite darle formato a un texto. Admite el formato RTF (Rich Text Format); en versiones antiguas grababa en formato para documentos de Word 6.0. También soporta texto plano (.txt) codificado en ASCII, ISO-8859-1, Unicode, etc. Anteriormente soportaba el formato WRI (solo lectura) producido por Write, pero fue eliminado. Si bien no opera como Word, pues carece de herramientas sofisticadas, sí permite efectuar lo más esencial. Las extensiones con que guarda sus archivos son ".DOC", ".RTF" y ".TXT".
El actual WordPad tiene manejo de tablas, corrección de errores ortográficos, posee reconocimiento de voz y TSF. También permite abrir documentos de Word, pero no guardarlos. En Windows Vista no admite la posibilidad de leer archivos en formato Word debido a los problemas de formatos y al rendimiento inadecuado.
WordPad para Windows XP añadió edición de textos multilingües. Puede abrir archivos de Microsoft Word (versiones 6.0-2003), aunque a veces con formato incorrecto pero, a diferencia de las versiones anteriores de WordPad, no puede guardar archivos en formato .doc (sólo TXT o RTF). Windows XP Service Pack 2 había desactivado el soporte para abrir archivos .WRI por motivos de seguridad.
Windows XP Tablet PC Edition SP2 y Windows Vista incluyen el reconocimiento de voz; por lo tanto, es posible el dictado en WordPad. En estos y posteriores sistemas operativos se incluyó el control de RichEdit y, como resultado, WordPad apoyó extensibles servicios de terceros (por ejemplo, comprobación de la gramática y ortografía) creados con el marco de servicios de texto (TSF).
En Windows Vista, el soporte para leer archivos DOC de Microsoft Word se quitó a causa de la representación incorrecta y problemas en el formato, así como un boletín de seguridad que informó de una vulnerabilidad de seguridad a la hora de abrir archivos de Word en WordPad.
Está todavía disponible para su descarga desde MSDN Sitio Web.
En Windows 7, WordPad incorpora la interfaz de usuario Ribbon, cambio que también recibieron otras aplicaciones tradicionales del sistema como Paint en esa versión de Windows.

## Descontinuación
WordPad, desde aproximadamente 2015, dejó de recibir actualizaciones y mantuvo un diseño antiguo con un estilo Aero Glass. Microsoft anunció que se descontinuaría en la versión 24H2 de Windows 11. Aunque no se ha especificado la razón, una posible explicación podría ser que WordPad nunca alcanzó la popularidad de Word u otros editores de texto más robustos. Además, la promoción del Bloc de Notas como una alternativa más ligera y la evolución hacia nuevas experiencias de usuario podrían haber influido en esta decisión.